# Endomorfismo di Frobenius
In algebra astratta, l'endomorfismo di Frobenius è uno speciale omomorfismo di anelli, definito solo per anelli con caratteristica positiva. Prende il nome da Ferdinand Georg Frobenius. La sua definizione si basa su un teorema che afferma che:
Se {\displaystyle A} è un anello commutativo con caratteristica {\displaystyle p}, con {\displaystyle p} numero primo, allora {\displaystyle (a+b)^{p}=a^{p}+b^{p}}, per ogni {\displaystyle a} e {\displaystyle b} appartenenti ad {\displaystyle A}.
cioè che l'applicazione
{\displaystyle F(a)=a^{p}}
preserva l'operazione di somma. Dopotutto, essa soddisfa anche le proprietà {\displaystyle F(ab)=F(a)F(b)} e {\displaystyle F(1)=1}, dunque si caratterizza come un endomorfismo di {\displaystyle A} in sé ed è pertanto detta endomorfismo di Frobenius.

## Dimostrazione del teorema
Per il teorema binomiale vale che
{\displaystyle (a+b)_{}^{p}=\sum _{k=0}^{p}{p \choose k}a^{p-k}b^{k}}
Ma se {\displaystyle 0<k<p}, il coefficiente {\displaystyle {p \choose k}} contiene il fattore {\displaystyle p} e dunque in caratteristica {\displaystyle p} è uguale a 0. Pertanto rimangono solo i termini finali dell'espansione, cioè {\displaystyle a^{p}} e {\displaystyle b^{p}}.

## Esempi
1. Sia {\displaystyle A} un anello con caratteristica 2:
{\displaystyle (3+2)^{2}=5^{2}=25} e {\displaystyle 3^{2}+2^{2}=9+4=13}
Essendo un anello con caratteristica 2, per le proprietà dell'aritmetica modulare si ha:
{\displaystyle 25\mod 2=13\mod 2=1}
2. Sia {\displaystyle A} un anello con caratteristica 3:
{\displaystyle (4+3)^{3}=7^{3}=343} e {\displaystyle 4^{3}+3^{3}=64+27=91}
Essendo un anello con caratteristica 3, per le proprietà dell'aritmetica modulare si ha:
{\displaystyle 343\mod 3=91\mod 3=1}